# Les Amours d'Oki
Pour plus de détails, voir Fiche technique et Distribution.
Les Amours d'Oki (옥희의 영화, Ok-hui-ui yeonghwa) est un film sud-coréen, sorti en 2010.

## Synopsis
Dans la première histoire, Jingu, un cinéaste indépendant, s'enivre lors d'un banquet entre enseignants universitaires, il patauge lamentablement en voulant flatter un professeur, M. Song, qu'il ne réussit qu'à vexer, puis va discuter avec des spectateurs dans une salle où son film vient d'être projeté. Il s'y fait prendre à partie par une spectatrice qui lui reproche une inconduite amoureuse passée.
Dans la seconde histoire, un étudiant en cinéma (Jingu, le cinéaste de la première partie) tente de séduire une jeune femme, Oki. Il l'attend devant chez elle toute une nuit, par un froid glacial, et parvient à la séduire. 
Dans la troisième histoire, après une tempête de neige, un professeur (Song, l'offensé du premier récit) discute de l'amour et du désir avec les deux seuls étudiants qui ont bravé les éléments pour se rendre en cours (le héros du premier récit et Oki, la jeune femme qu'il a séduite dans le second mais avec laquelle il ne semble pas avoir encore de sentiments). 
Dans le dernier épisode, la jeune femme compare deux moments presque similaires (une promenade dans un parc) vécus avec deux hommes différents, Jingu et Song, avec lesquels elle a eu une liaison.

## Fiche technique
- Titre : Les Amours d'Oki
- Titre original : 옥희의 영화, Ok-hui-ui yeonghwa
- Titre anglais : Oki's Movie
- Réalisation et scénario : Hong Sang-soo
- Pays d'origine : Corée du Sud
- Format : Couleurs - 35 mm - 1,85:1 - Dolby
- Genre : comédie dramatique
- Durée : 80 minutes
- Date de sortie : 2010

## Distribution
- Jung Yu-mi : Oki
- Lee Sun-kyun : Nam Jin-goo
- Moon Sung-keun : le professeur Song
- Seo Young-hwa : Jang Soo-yang